# Nuova Sinagoga di Seghedino
La Nuova Sinagoga di Seghedino è una delle più grandi e belle sinagoghe magiare; costruita in stile eclettico tra il 1900 e il 1902 e situata nella omonima città ungherese, è tuttora attiva.

## Storia
La comunità ebraica di Seghedino si è costituita nel 1791 e una prima sinagoga fu eretta nell'anno 1800 - 1803. Di essa nulla oggi rimane.
Negli anni 1840-1843 fu edificata una nuova sinagoga in stile neoclassico, opera degli architetti Henrik e Jozsef Lipovszkyego. L'edificio in via Hajnoczy, non lontano dalla sinagoga nuova esiste ancora e, di proprietà del comune, è attualmente utilizzato per scopi culturali.
Alla fine del XIX secolo, il numero degli ebrei residenti a Seghedino era aumentato in modo così considerevole da rendere necessaria la costruzione di una nuova e più ampia sinagoga. Un concorso di architettura fu indetto tra il 1898 e il 1900, dal quale risultò vincitore il progetto presentato dall'architetto ungherese Leopold (Lipót) Baumhorn (1860 - 1932), discepolo di Ödön Lechner, fondatore dello stile Liberty secessionista ungherese. Baumhorn è noto per aver costruito più di 24 sinagoghe in Ungheria. Il progetto secondo classificato, opera degli architetti Marcel Komor e Dezso Jakab, fu utilizzato per la costruzione della sinagoga nella vicina città di Subotica, che sarà anch'essa inaugurata nel 1902.
I lavori furono affidati ai costruttori János Szilágyi, Ede Schaar e Vilmos Stark, che li completarono tra il 1990 e il 1902. Anche il rabbino capo ungherese Immanuel Löw (1854 - 1944) svolse un ruolo importante nella progettazione della sinagoga, collaborando attivamente all'ideazione delle decorazioni interne.

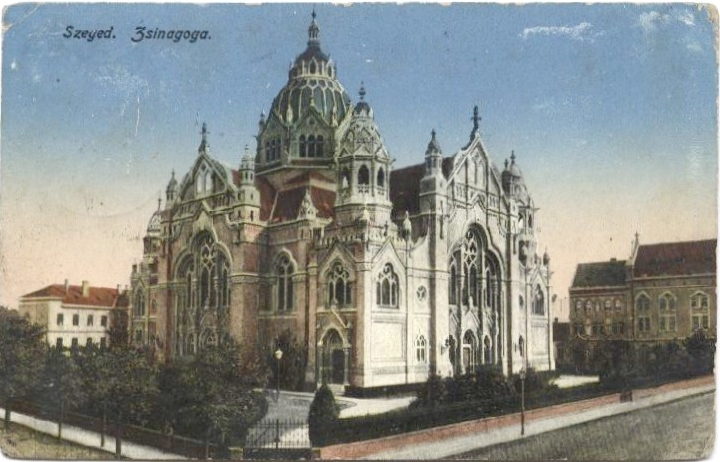
Una cartolina della sinagoga nel 1913

## L'architettura della sinagoga
La Nuova Sinagoga di Seghedino è, dopo quella di Budapest, la seconda più grande sinagoga d'Ungheria. Grazie alle enormi superfici del terreno disponibile, l'architetto Leopold Baumhorn ebbe la libertà di costruire un edificio veramente imponente: 48 metri di lunghezza, 35 metri di larghezza e 48,6 metri di altezza.
Lo stile eclettico dell'edificio combina in un insieme armonioso elementi neo-romanici, neo-gotici, neo-barocchi e moreschi. Sulla base delle nuove tecniche di costruzione sviluppatesi dei primi anni del XX secolo, la struttura interna è interamente in metallo per una altezza di 32 metri, e contiene 1340 posti a sedere: 740 al piano terra e 600 nei matronei.  Sull'imponente arco che separa la navata dal coro, Immanuel Löw fece dipingere la scritta ("Ama il tuo prossimo come te stesso"), in ungherese e ebraico.

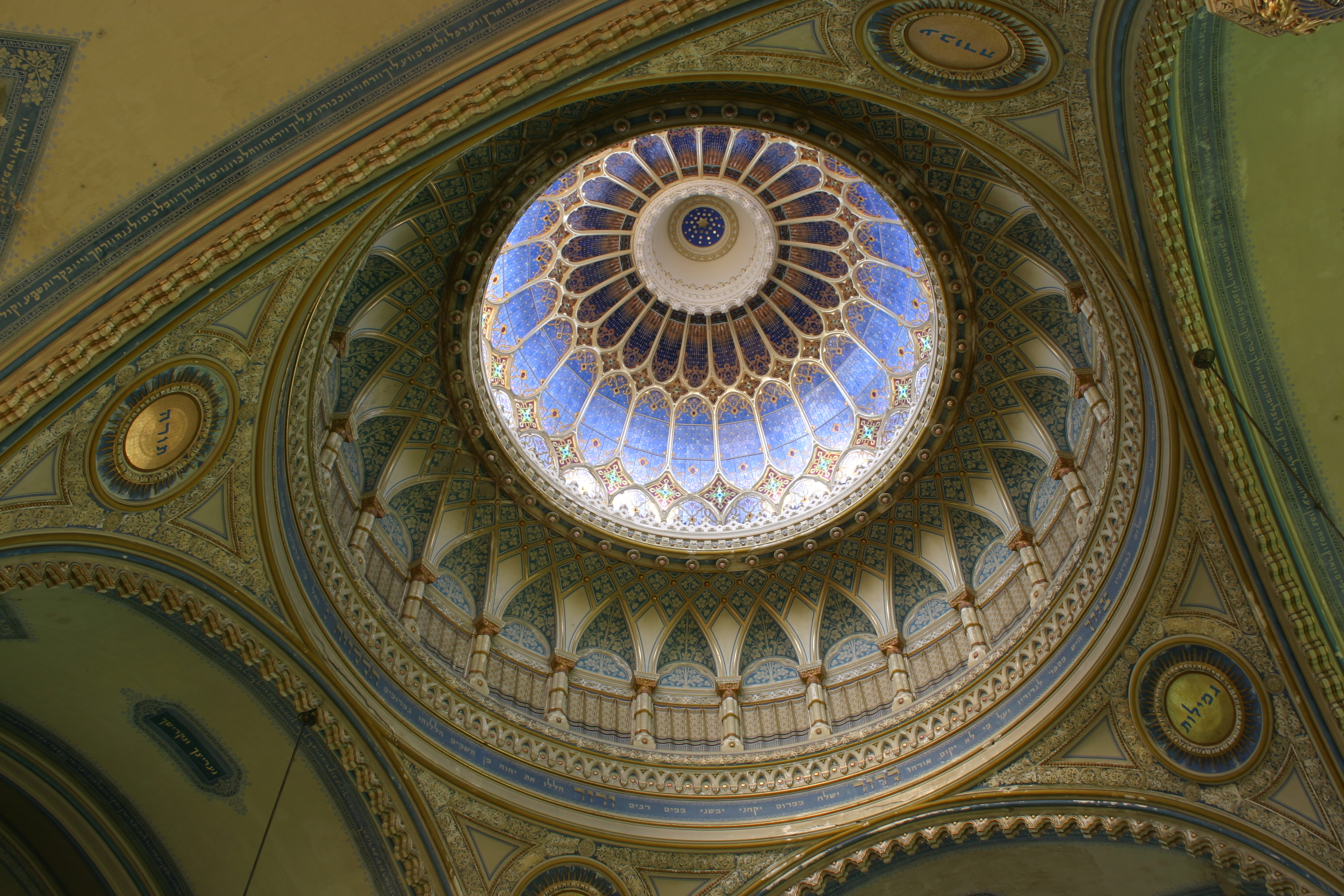
La cupola

La decorazione della cupola interna simboleggia il mondo con le 24 colonne che richiamano sia le ore del giorno sia il numero dei libri delle Bibbia ebraica, e che sorreggono il cielo azzurro su cui campeggia la centro la stella di David. Le finestre della sinagoga, raffiguranti episodi di rilievo nella vita della comunità ebraica locale, sono state progettate e realizzate nella bottega di Miksa Roth.

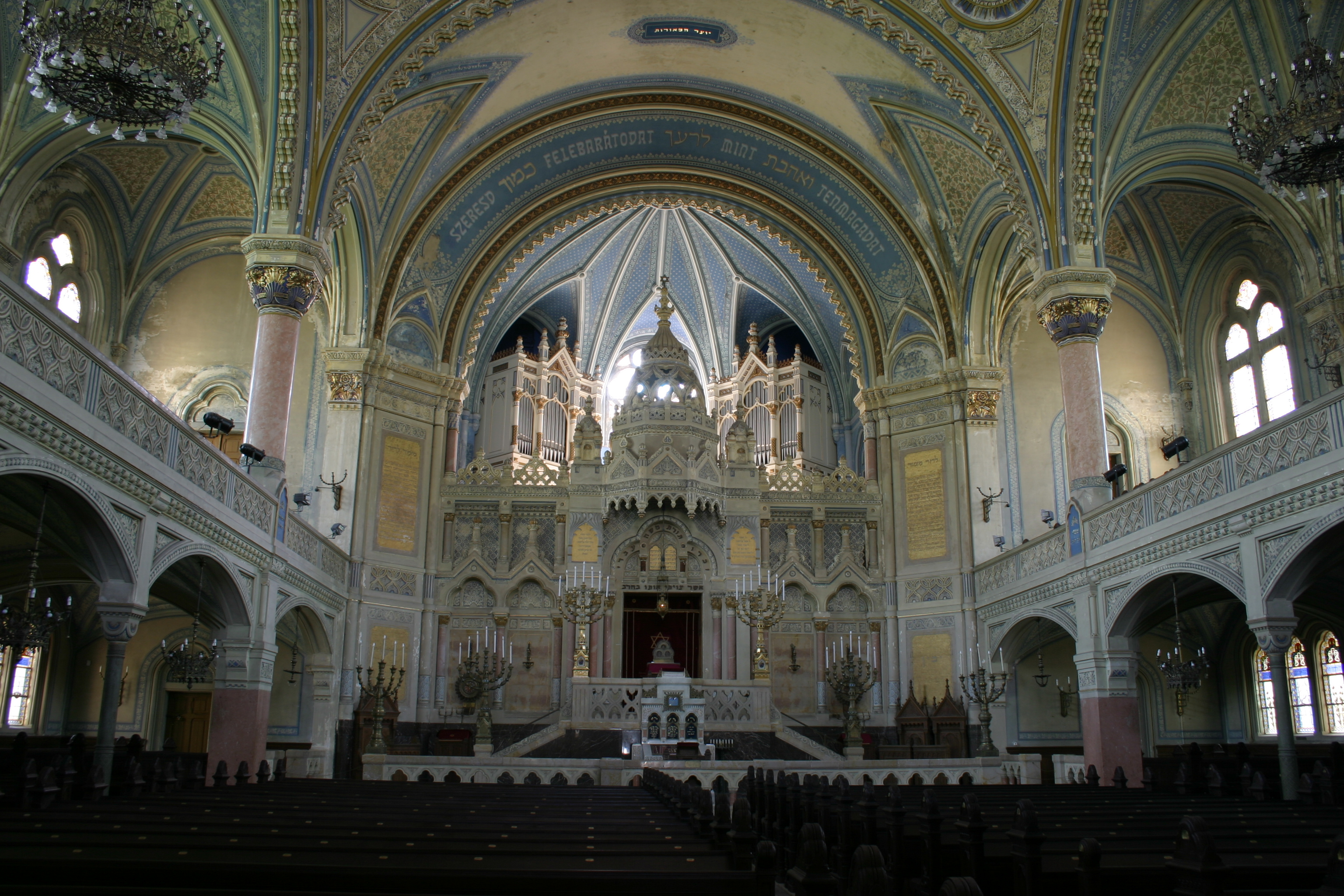
La sinagoga con l'arca santa

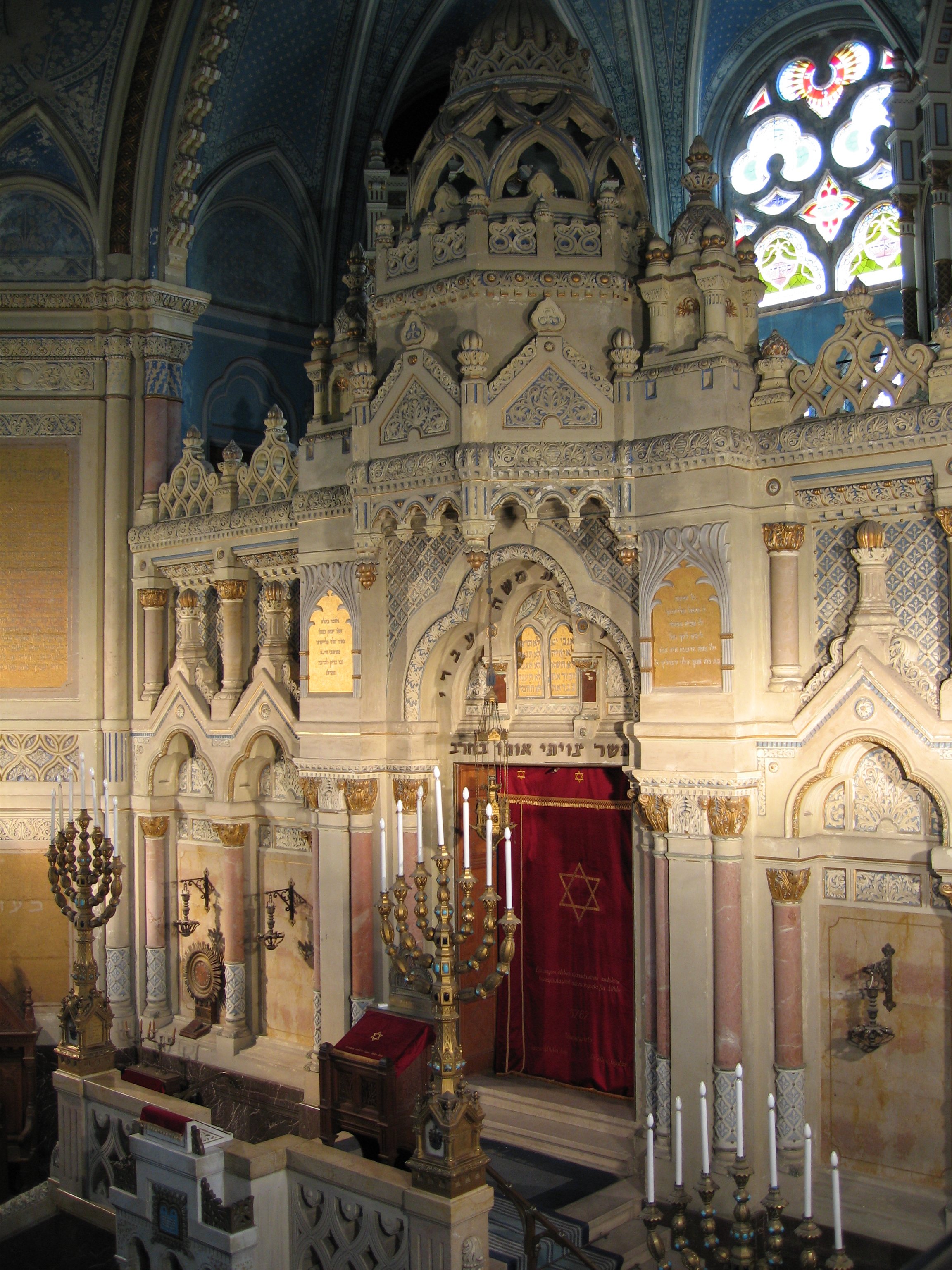
L'arca santa

La monumentale arca santa, con porte in legno di acacia, contiene 18 rotoli della Legge, ornati di velluto ricamato. Davanti all'arca è il tavolo della preghiera, in marmo, sovrastato da un lampadario in ferro battuto e con ai lati due coppie di grandi candelabri.
Dietro l'Arca, è l'organo, opera del costruttore Lipót C. Wegenstein di Timișoara.

### La situazione odierna
La Shoah ha colpito duramente la comunità ebraica di Seghedino: solo un migliaio dei circa 7.000 ebrei che vivevano in città riuscirono a sopravvivere. La sinagoga fu risparmiata solo perché usata dai nazisti come deposito dei beni confiscati agli ebrei. L'emigrazione, specie verso Israele e gli Stati Uniti, ha ulteriormente ridotto nel dopoguerra il numero degli ebrei residenti, per i quali l'edificio di culto veniva a risultare chiaramente sovradimensionato. Nonostante tutte le difficoltà, la sinagoga è rimasta integra nella sua struttura e nei suoi arredi. Al 1979 risalgono i primi lavori di manutenzione, che sono poi proseguiti con più lena dopo che nel 1989 la sinagoga fu ridedicata al culto e nel 1990 un fondo speciale fu creato per raccogliere donazioni e contributi anche internazionali per il restauro e la preservazione dell'edificio. Così l'edificio è stato restituito al suo splendore originario, incluso il restauro dell'organo (eseguito nel 2000-2001). La sinagoga è oggi regolarmente usata per il culto, aperta al pubblico per la visita, ed è sede di concerti e manifestazioni culturali.